# Maria Mulas
Maria Mulas (Manerba del Garda, 1935) è una fotografa e pittrice italiana.

## Biografia
Nata a Manerba del Garda il 24 ottobre 1935, si trasferisce a Milano nel 1956 dove inizia la sua attività di pittrice per continuare, a metà degli anni sessanta, il suo percorso artistico nella fotografia, attività di famiglia visto che era già praticata dal fratello maggiore Ugo Mulas, che rimarrà il suo mezzo di espressione definitivo. Tra il 1965 e il 1976 realizza soprattutto fotografie di teatro e ritratti di artisti e intellettuali conosciuti nell'ambiente frequentato da lei e dal fratello. Nei suoi scatti si riconoscono tutti i personaggi protagonisti della cultura milanese; molte di quelle foto saranno incluse nel suo libro Milano vista da... (1973).
Del 1976 è la sua la prima esposizione personale presso la galleria Diaframma di Milano. Vengono esposti una serie di ritratti di artisti e attori di quegli anni. Nel 1977 documenta una delle performance dell'artista Marina Abramović e nel 1990, durante la Biennale di Venezia, l'artista Jeff Koons e l'allora fidanzata Ilona Staller.
Tra i personaggi catturati dall'obiettivo della Mulas vi sono Andy Warhol, Louise Bourgeois, Francesco Clemente, Gillo Dorfles, Ersilio Tonini, Joseph Beuys, Valentina Cortese, Alberto Moravia, Dario Fo, Sonia Delaunay.
Nel 1980 con i ritratti di Sonia Delaunay, Meret Oppenheim, Marcelle Cahn e Bice Lazzari, partecipa alla mostra L'altra metà dell’avanguardia, sulle donne artisticamente impegnate, organizzata da Lea Vergine e inaugurata al Palazzo Reale di Milano, successivamente riproposta al Palazzo delle Esposizioni di Roma e al Kulturhuset di Stoccolma.
Alcuni suoi scatti, soprattutto raffiguranti architetture, vengono elaborati attraverso manipolazioni della pellicola, montaggi post stampa, sovrapposizioni e deformazioni, che esprimono la volontà della fotografa di riconfigurare la realtà grazie a un lavoro di forte impatto visivo. Tale metodo espressivo è ben sintetizzato da Lea Vergine:
(Lea Vergine, 1985)

## Libri fotografici
Maria Mulas ha pubblicato una serie di raccolte fotografiche:
- Milano vista da... (1973),
- Hans Richter (1976)
- Annotazioni sul linguaggio di Hans Richter (1978)
- Sul linguaggio organico di Henry Moore (1977)
- Rursum Felix. Ravenna secondo Maria Mulas (1994)
- Maria Mulas: portami il tramonto in una tazza (2007)

## Mostre
Le opere di Maria Mulas sono state esposte in numerose mostre personali e collettive tra le quali la mostra personale alla Galleria del Milione a Ferrara.